# Kühnbruch
Kühnbruch este o arie protejată (arie specială de conservare — SAC, sit de importanță comunitară — SCI) din Germania întinsă pe o suprafață de 29 ha, integral pe uscat.

## Localizare
Centrul sitului Kühnbruch este situat la coordonatele 49°19′33″N 7°16′38″E / 49.3258°N 7.2772°E.

## Înființare
Situl Kühnbruch a fost declarat sit de importanță comunitară în octombrie 2000 pentru a proteja 5 specii de animale. Situl a fost protejat și ca arie specială de conservare în iulie 2015.

## Biodiversitate
Situată în ecoregiunea continentală, aria protejată conține 3 habitate naturale: Ape stătătoare oligotrofe până la mezotrofe, cu vegetație de Littorelletea uniflorae și/sau de Isoëto-Nanojuncetea, Liziere de ierburi înalte hidrofile de câmpie și de nivel montan până la alpin, Fânețe de joasă altitudine (Alopecurus pratensis, Sanguisorba officinalis).
La baza desemnării sitului se află mai multe specii protejate:
- păsări (3): pescăruș albastru (Alcedo atthis), fâsă de luncă (Anthus pratensis), becațină comună (Gallinago gallinago)
- nevertebrate (2): fluturele purpuriu (Lycaena dispar), phengaris nausithous (Maculinea nausithous)

Pe lângă speciile protejate, pe teritoriul sitului au mai fost identificate 8 specii de plante.